# Waterwijk (Amsterdam)

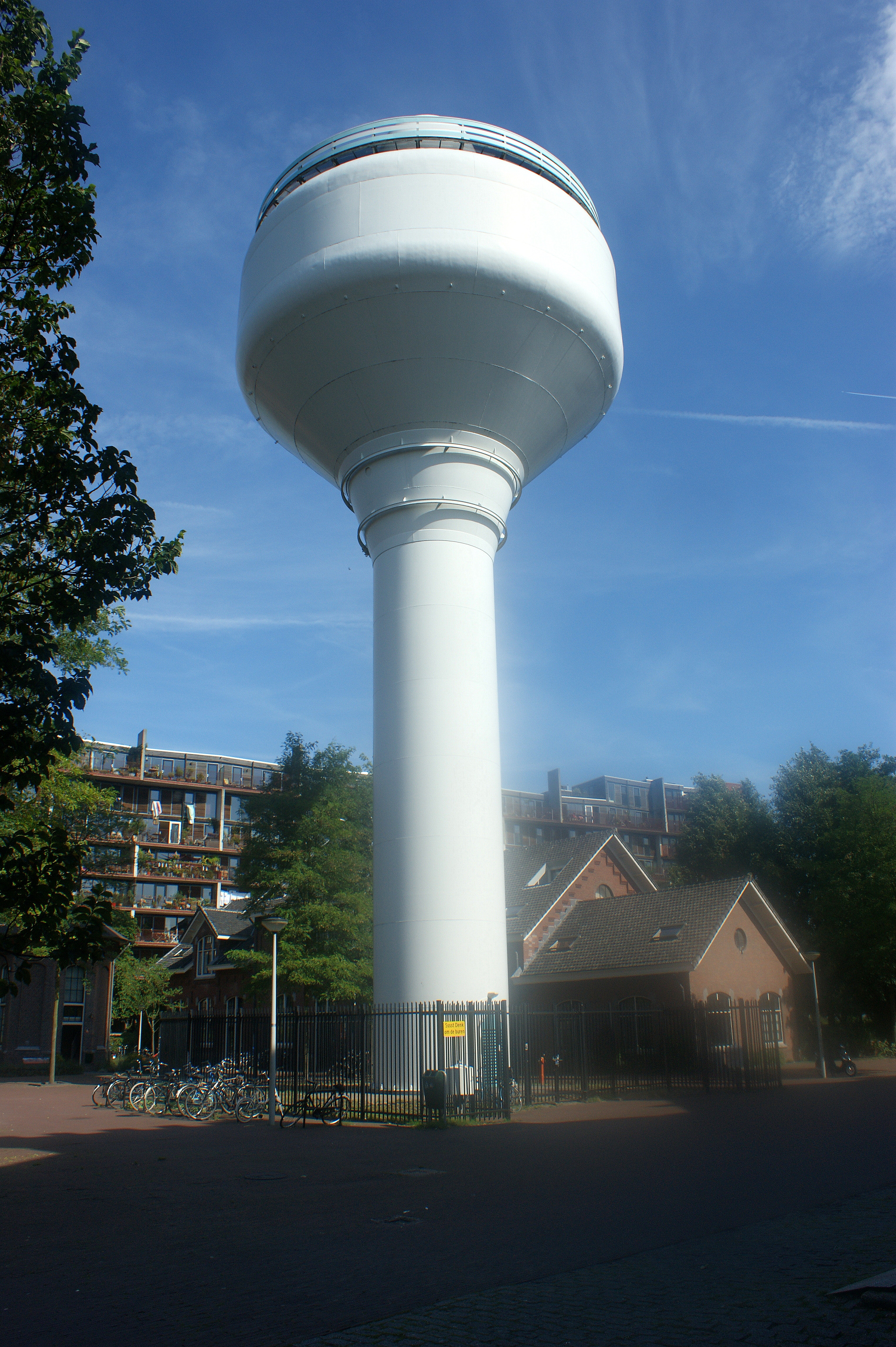
De Watertoren aan de Waterkeringweg, in het hart van de Waterwijk.

De Waterwijk (officiële naam: Ecowijk) is een woonwijk in het Amsterdamse stadsdeel West op het voormalige terrein van de Gemeentewaterleidingen (GWL). De wijk wordt Waterwijk genoemd omdat alle straten 'water' in hun naam hebben. Andere namen voor de wijk zijn GWL-terrein en Milieuwijk.

## Geschiedenis
In 1851 werd het terrein aangekocht door de Duinwatermaatschappij die de eerste waterleiding van Nederland ging exploiteren tussen de Kennemerduinen en Amsterdam. Het terrein lag toen buiten de stad in de gemeente Sloten en werd eerst alleen gebruikt als opslagplaats. In 1896 nam de gemeente Amsterdam het bedrijf over en werd de naam veranderd in Gemeentewaterleidingen. In 1897 werd op het terrein een pompstation en een groot waterreservoir gebouwd om te voorzien in de groeiende drinkwaterbehoefte van woningen en bedrijven in de stad. In 1923 werd een tweede waterreservoir gebouwd, gevolgd door een derde in 1939 en een vierde in 1954.
Verschillende bouwwerken herinneren nog aan de oude functie van het terrein:
- De eerste stalen watertoren van Nederland, uit 1966.
- Het machinegebouw uit 1898. In de grote fabriekshal waar vroeger de waterpompen stampten, is nu een café-restaurant gevestigd.
- Het windketelgebouw, een achthoekig torentje. Dit gebouw diende om de lucht uit de waterleiding te laten. Momenteel is het in gebruik als eenkamerhotel.

## Woonwijk
Toen in 1994 bekend werd dat GWL zou gaan verhuizen, werden plannen gemaakt voor woningbouw. Het stedenbouwkundig plan is ontworpen door Kees Christiaanse. De architectuur van de gebouwen kenmerkt zich door strakke lijnen en rode baksteen. De laatste woningen zijn opgeleverd in 1998. In de wijk wonen ongeveer 1800 mensen.

### Milieuvriendelijke opzet
Het binnenterrein van de wijk is autovrij en de wijk heeft veel groene ruimtes zoals speelterreinen en gezamenlijke volkstuinen. Bijna alle woningen hebben een buitenruimte: een tuintje, een terras of een balkon. Er werden hoge eisen gesteld op het gebied van duurzaam en energiezuinig bouwen. Zo veel mogelijk materiaal van de gesloopte GWL-gebouwen werd hergebruikt. De woonblokken kregen vegetatiedaken. Het regenwater wordt opgevangen, opgeslagen in de kelders van de gebouwen en gebruikt voor het spoelen van de toiletten.

### Koepelvereniging
In 1996 is de Koepelvereniging GWL-terrein opgericht. De bewoners zijn allen via hun Vereniging van Eigenaars (VvE), corporatie of bewonerscommissie verplicht lid van de Koepelvereniging en daarmee medeverantwoordelijk voor het beheer van de wijk. Daarnaast staat het lidmaatschap open voor instanties en belangenverenigingen van bewoners of gebruikers van het terrein (bv. de Nutstuinvereniging).
Het belangrijkste doel van de Koepelvereniging is het bewaken van de milieuambities. De vereniging tracht dit doel te bereiken door eisen te stellen aan de kwaliteit van het onderhoud van de gebouwen en de woonomgeving. Dit is vastgelegd in een beheerplan. Daarnaast heeft de Koepelvereniging een buurtbeheerder aangesteld. Ten slotte geeft de Koepelvereniging algemene voorlichting over het milieu en ondersteunt zij de VvE's met raad bij het onderhouden en (verder) vergroenen.
De Koepelvereniging kent een dagelijks bestuur van vier leden en houdt minstens twee keer per jaar een algemene ledenvergadering. De VvE's leveren twee leden, de Corporaties en Bewonerscommissies leveren ieder een lid voor het bestuur.